# Лендеры-1
Лендеры-1 (карел. Lendiera-1) — посёлок в составе Лендерского сельского поселения Муезерского района Республики Карелия Российской Федерации.

## Общие сведения
Расположен в 71 км к юго-западу от посёлка Муезерский, между посёлком Лендеры и посёлком при станции Лендеры, в месте впадения реки Лендерка в озеро Лендерское. Посёлок простирается с юго-востока на северо-запад на протяжении трёх километров вдоль грунтовая дорога 86К-174 (Реболы — Лендеры — госграница). Также имеется лесовозная автодорога до посёлка Волома протяжённостью около 80 км.
Возник в 1959 году как железнодорожный посёлок при открытой станции Лендеры.
Сохраняется братская могила красноармейцев, расстрелянных белофиннами в 1921 году.

## Транспорт
По состоянию на декабрь 2019 года автобусное сообщение с населённым пунктом отсутствует. В трёх километрах от посёлка имеется тупиковая железнодорожная станция Лендеры ветки Брусничная — Лендеры, ответвляющейся от линии Суоярви I — Ледмозеро. Железнодорожное сообщение осуществляется двумя парами пригородных поездов по вторникам и четвергам.

## Население
| 2002 | 2009  | 2010  | 2013 |
| ---- | ----- | ----- | ---- |
| 1409 | ↘1235 | ↘1000 | ↘988 |